# 吳大衡
吳大衡（？—？），江蘇蘇州府吳縣人，清朝政治人物。吳大澂弟。

## 生平
光緒三年（1877年）丁丑科二甲第四十七名進士。選翰林院庶吉士，六年（1880年）四月散館授編修。